# کمال‌آباد (گرگان)
کمال‌آباد، روستایی است از توابع بخش بهاران شهرستان گرگان در استان گلستان ایران.

## جمعیت
این روستا در دهستان استرآباد شمالی قرار داشته و براساس سرشماری سال ۱۳۸۵جمعیت آن ۲۴۷نفر (۶۹خانوار) بوده‌است.